# 约翰·阿尔夫博格
约翰·阿尔夫博格（瑞典語：John Alvbåge，1982年8月10日—），瑞典足球運動員。在場上的位置是守門員。他現在效力於瑞典足球超級聯賽球隊哥登堡足球俱樂部。他也代表瑞典國家足球隊參賽。